# Insurrezione nella Thailandia del Sud
L'insurrezione nella Thailandia del Sud è una rivolta etnica separatista in corso nella Thailandia, iniziata nella provincia meridionale di confine a prevalenza malese e islamica di Pattani ed estesasi poi alle vicine province di Yala e Narathiwat. Anche se l'attività dei gruppi separatisti è in atto da decenni nella regione, la fase più violenta è iniziata nel 2004.
Le popolazioni musulmane in Thailandia comprendono circa il 5,5% della popolazione totale, sono principalmente di etnia malay e sono concentrate soprattutto nelle province ai confini con la Malaysia di Narathiwat, Pattani, Yala, Songkhla e Satun. Altre consistenti comunità islamiche si trovano a Bangkok e nelle altre province della Thailandia del Sud.

## Origini dello scontro

### Diffusione dell'Islam nella regione
Malgrado la conquista dei territori di frontiera risalga ai tempi del Regno di Sukhothai (1238-1438, dal 1378 vassallo del Regno di Ayutthaya) e sia sempre stata rispettata dai siamesi la libertà religiosa dei musulmani, spesso vi sono state ribellioni e spinte autonomiste. L'Islam fu introdotto nella penisola malese da navigatori musulmani indiani nel XII secolo e tra i primi sovrani che si convertirono vi furono quelli di Kedah e Terengganu. All'inizio del XV secolo fu fondato il Sultanato di Malacca, che nel giro di alcuni decenni diffuse il credo musulmano sunnita verso Giava e verso il Nord della penisola malese. Tradizionalmente una delle più importanti città della fede theravada, Nakhon Si Thammarat divenne la roccaforte buddhista contro l'avanzata dell'Islam e l'espansione dei sultanati malesi. Il Regno siamese di Ayutthaya, di cui Nakhon Si Thammarat era tributaria, in seguito si espanse nuovamente verso sud, ma le popolazioni rimasero musulmane. I sovrani di Nakhon Si Thammarat contribuirono a diffondere l'influenza del Regno di Ayutthaya nella penisola anche nei secoli successivi, ma furono solo occasionalmente in conflitto con i sultani malesi, ai quali spesso si legarono con una mirata politica dei matrimoni.

### Rivolte contro Ayutthaya
La maggior parte dei musulmani si integrarono nella società thai, ma vi furono spesso rivolte contro l'autorità siamese. Nei territori delle odierne province di Narathiwat, Pattani e Yala, zona conosciuta come regione di Patani, ebbero origine molti degli odierni gruppi autonomisti. Questa zona costituiva il Sultanato di Pattani, vassallo siamese da diversi secoli, da cui già nel 1564 un gruppo di ribelli era riuscito a occupare per un breve periodo il palazzo reale di Ayutthaya, a quel tempo costretta al vassallaggio dai birmani. Nel secolo successivo vi fu una grande ribellione di Pattani, che con l'aiuto dei portoghesi entrò in conflitto con il potere centrale attaccando Nakhon Si Thammarat, Songkhla e Phatthalung. La situazione si normalizzò dopo diversi anni con l'ascesa al trono di Ayutthaya di re Narai, che usurpò il potere con l'aiuto anche della stessa Pattani.

### Prime rivolte contro Bangkok
Tra le varie problematiche denunciate dai gruppi autonomisti di Pattani, vi è l'abolizione della dinastia del sultano nel 1786, ordinata da re Rama I per sopprimere le rivolte locali che ebbero origine con la distruzione di Ayutthaya per mano dei birmani nel 1767. Il re siamese pose a capo di Pattani il raja malese Tengku Lamiddin, il quale a sua volta si ribellò occupando Songkhla nel 1791. Le truppe siamesi soffocarono anche questa rivolta, Tengku Lamiddin e diversi abitanti furono deportati a Bangkok, 300 civili e diversi militari siamesi vennero trasferiti a Pattani, dove fu nominato nuovo raja Datu Pengkalan. Gli fu affiancato un supervisore siamese, con il quale fu spesso in conflitto. Nel 1809, Datu Pengkalan espulse i siamesi causando un nuovo intervento militare di Bangkok, la rivolta fu soffocata, vi furono nuove deportazioni e venne nominato governatore Palat Chana di Songkhla, il primo siamese a guidare Pattani.
Le tensioni che ne risultarono portarono re Rama II ad adottare la politica del divide et impera, decretando nel 1817 lo smembramento del sultanato in sette piccoli sultanati guidati da sei malesi e un siamese nominati da Bangkok, ponendoli sotto la giurisdizione di Songkhla. Fu in questo periodo che il colonialismo britannico entrò in contatto con gli interessi siamesi nella regione e nel 1826 re Rama III autorizzò la firma del trattato Burney con i rappresentanti britannici, che riconosceva l'egemonia siamese sui sultanati di Kedah, Kelantan, Terengganu e Pattani e quella britannica su altre zone della penisola malese. Le nuove violente rivolte che scoppiarono nella zona a partire dal 1831 furono controllate a fatica dai siamesi entro il 1840 e portarono al ridimensionamento di Kedah con la formazione di piccoli Stati tra cui Perlis e Satun e con la concessione dei governatorati a sultani locali anziché a inviati siamesi.

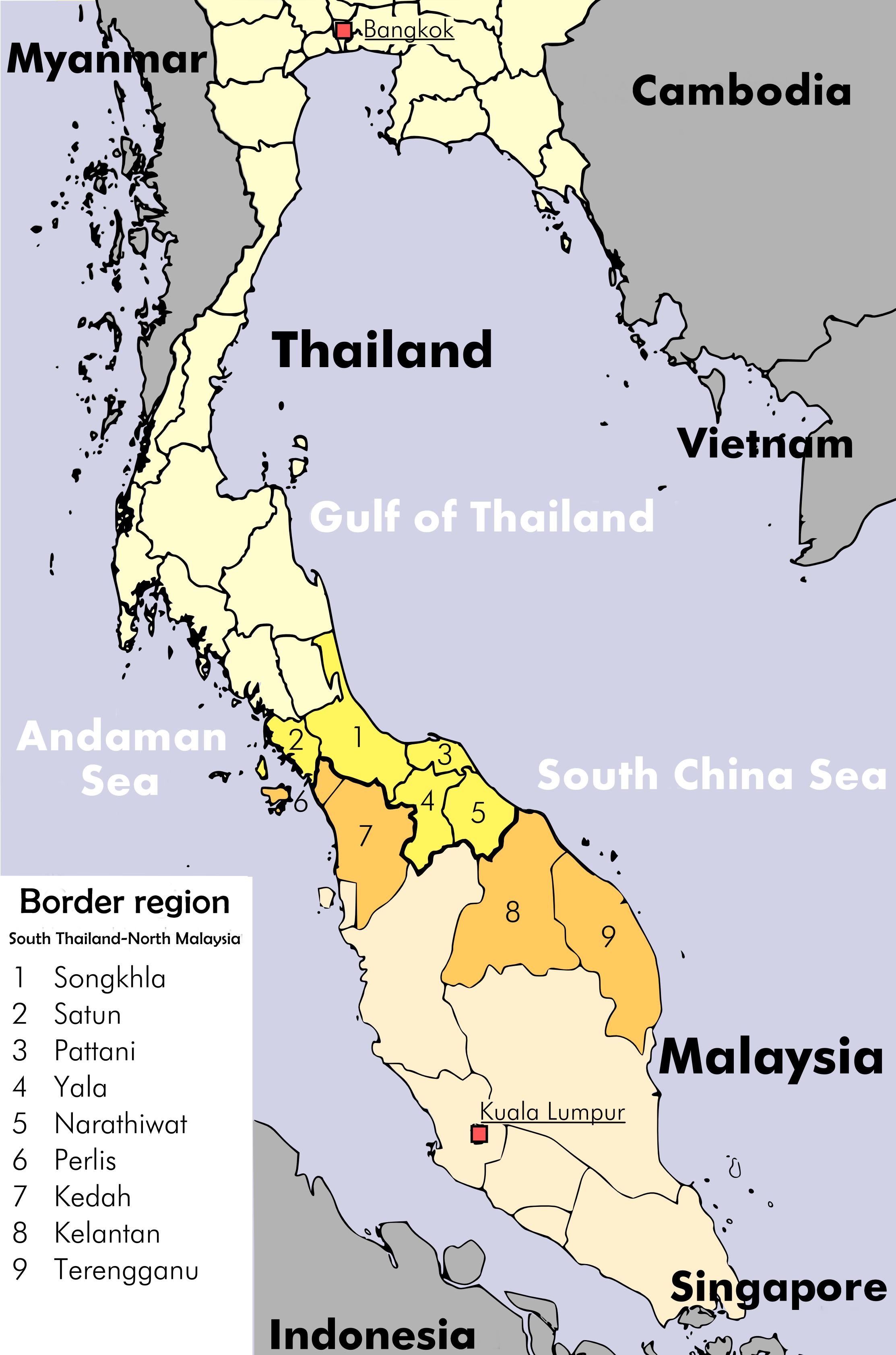
Distribuzione odierna dei territori thai-malesi

Con la riforma che fece del Siam uno Stato centralizzato introdotta durante il regno di Rama V, nel 1901 i sultanati del Sud furono posti sotto la giurisdizione del monthon di Nakhon Si Thammarat e il sistema di tributi con cui i regni vassalli erano legati alla capitale Bangkok fu sostituito con un normale regime di tassazione. I governatori locali, vistisi privare dell'autonomia e della riscossione delle tasse, diedero vita a ribellioni ma la maggior parte di essi fu costretta ad accettare il nuovo sistema in parte con l'uso della forza e in parte con il riconoscimento di una pensione annua e altri privilegi. Il sultano di Pattani Tengku Abdul Kadir Kamaruddin rifiutò queste condizioni e fu imprigionato per due anni per aver continuato a ribellarsi. Quando tornò in libertà, con la promessa di rinunciare alle rivendicazioni, si rifugiò invece nel Kelantan e sia lui sia i suoi discendenti non hanno mai smesso di ribellarsi. Il malessere fu recepito dal governo centrale, che nel 1906 riorganizzò i sultanati nel nuovo Monthon di Pattani.
Nuove rivolte scoppiarono per l'assenza di legali rappresentanti dei sultani alla firma del trattato anglo-siamese del 1909, che sancì l'attuale frontiera tra la Thailandia e la Malesia. In virtù di questo trattato, i siamesi cedettero ai britannici Kelantan, Terengganu, Perlis, una parte di Kedah e le isole adiacenti, mentre gli altri territori a maggioranza musulmana più a nord dovettero rassegnarsi al dominio siamese. La rivoluzione siamese del 1932 impose alla dinastia Chakri la concessione della monarchia costituzionale, che vide il potere dei sovrani ridursi allo svolgimento di formalità amministrative e cerimoniali. Il sistema dei monthon fu smantellato ed entrarono in vigore le province; i territori degli ex sultanati furono suddivisi nelle province di Pattani, Yala e Narathiwat.
La politica nazionalista adottata a partire dagli anni trenta dal dittatore thailandese Plaek Pibulsonggram tentò di imporre nella zona la lingua thai a discapito del dialetto malese parlato in quelle province, furono chiuse scuole e tribunali locali, si cercò inoltre di imporre agli abitanti il tipico abbigliamento thai. L'arresto nel 1948 del leader religioso Haji Sulong che si ribellò portò a una rivolta nelle tre province in cui persero la vita centinaia di persone in sei mesi. Gli insegnanti presero parte alla resistenza fondando scuole in cui si insegnavano la lingua locale e i precetti musulmani. Il figlio di Haji Sulong fu eletto in Parlamento dove difese i diritti della sua gente. Le politiche di Pibulsonggram contribuirono alla formazione nella regione di oltre venti gruppi separatisti che furono attivi dal 1940.

## La crisi nel XXI secolo
Dopo alcuni anni di relativa calma, si è assistito al ritorno di gravi episodi di terrorismo nella zona, che hanno portato nel 2001 all'assassinio di 19 poliziotti thai e a 50 gravi incidenti collegati ai gruppi separatisti. La situazione è peggiorata negli anni successivi ed è stata dura anche la risposta delle forze di sicurezza thailandesi, che in diverse occasioni hanno calpestato i diritti umani della popolazione provocando grosse manifestazioni di protesta; dal gennaio all'ottobre del 2004 vi furono oltre 500 vittime collegate alla ribellione malay. Particolarmente grave fu l'incidente di Tak Bai, occorso il 25 ottobre del 2004 nella provincia di Narathiwat, quando 85 dimostranti furono uccisi, 78 dei quali furono stipati e morirono soffocati all'interno dei camion delle forze di sicurezza. Fino ad allora, il governo dell'ex premier Thaksin Shinawatra aveva considerato la situazione frutto del banditismo locale, ma l'aggravarsi della situazione spinse Thaksin a emanare la legge marziale nel luglio del 2005.
Malgrado gli sforzi governativi e i frequenti colloqui di pace, la situazione ha continuato ad aggravarsi. Nel 2006 vennero chiuse più di 1 000 scuole, nel timore di azioni terroristiche.  Nel settembre dello stesso anno, il governo del nuovo premier Surayud Chulanont ha affidato al comandante dell'esercito Sonthi Boonyaratkalin speciali poteri esecutivi per combattere i disordini. Durante il governo di Abhisit Vejjajiva, il ministro degli Esteri Kasit Piromya espresse ottimismo e si disse fiducioso di portare la pace nella regione entro il 2010 ma, entro la fine di tale anno, la violenza legata all'insurrezione risultò invece in aumento.
Nel marzo 2011, il governo ammise che la violenza non aveva subito flessioni e che la situazione non poteva essere risolta nel giro di pochi mesi. Nel febbraio del 2012, il Ministero dell'Interno thailandese offrì 7,5 milioni di baht alle famiglie delle vittime. Nella crisi legata alla ribellione dei musulmani, tra il gennaio del 2004 e il gennaio del 2012 furono uccise 5 243 persone, tra cui 4 363 civili innocenti, e 8 941 furono ferite. Molte delle vittime erano insegnanti.
I colloqui di riconciliazione tra le parti in causa non hanno dato risultati tangibili. La situazione nelle tre province meridionali di Pattani, Yala e Narathiwat rimane critica e la legge marziale resta in vigore.